# (9212) Kanamaru
(9212) Kanamaru est un astéroïde de la ceinture principale.

## Description
(9212) Kanamaru est un astéroïde de la ceinture principale. Il fut découvert le 20 octobre 1995 à Ōizumi par Takao Kobayashi. Il présente une orbite caractérisée par un demi-grand axe de 2,32 UA, une excentricité de 0,10 et une inclinaison de 5,7° par rapport à l'écliptique.

## Compléments